# Варваро-Борки
Варваро-Борки (рос. Варваро-Борки) — село у Липецькому районі Липецької області Російської Федерації.
Населення становить 456  осіб. Належить до муніципального утворення Новодмитрієвська сільрада.

## Історія
З 13 червня 1934 до 1954 року у складі Воронезької області. Відтак входить до складу Липецької області.
Згідно із законом від 2 липня 2004 року №114-оз органом місцевого самоврядування є Новодмитрієвська сільрада.

## Населення
| 2010 | 2012 |
| ---- | ---- |
| 362  | ↗456 |